# Kathedraal van Manchester
De kathedraal van Manchester is een middeleeuwse kathedraal die zich bevindt in het centrum van Manchester, Engeland. De kathedraal is de zetel van de bisschop van Manchester. Het anglicaanse godshuis heeft een bouwperiode van meer dan 600 jaar, waarin de gotische stijl leidend is.

## Geschiedenis
De eerste kerk, waar nu de kathedraal staat, werd gebouwd in de 8e eeuw. De constructie van de huidige kathedraal - toen nog als kerk - begon in 1215. De welvarende familie Grelley was zeer betrokken bij de bouw en financiering van de kerk en bouwden de eerste kanselarij: St. Nicholas Chancery. In de 14e eeuw volgden meerdere families de Grelley's op. Ook werd de kerk uitgebreid tot een kapittelkerk, waar vele Seculiere kanunniken aan verbonden waren.
In 1847 werd het bisdom van Manchester opgericht en werd de kerk een kathedraal. Gedurende de Tweede Wereldoorlog in 1940, werd de kathedraal beschadigd door de bombardementen van de Duitsers. Ook in 1996 liep de kathedraal schade op, ditmaal door een bom van het Provisional Irish Republican Army. Delen van de kerk en historische documenten gingen verloren.
In 1952 werd de kathedraal erkend als onroerend erfgoed van buitengewone waarde, onder de noemer van Grade I listed building.

## Galerij

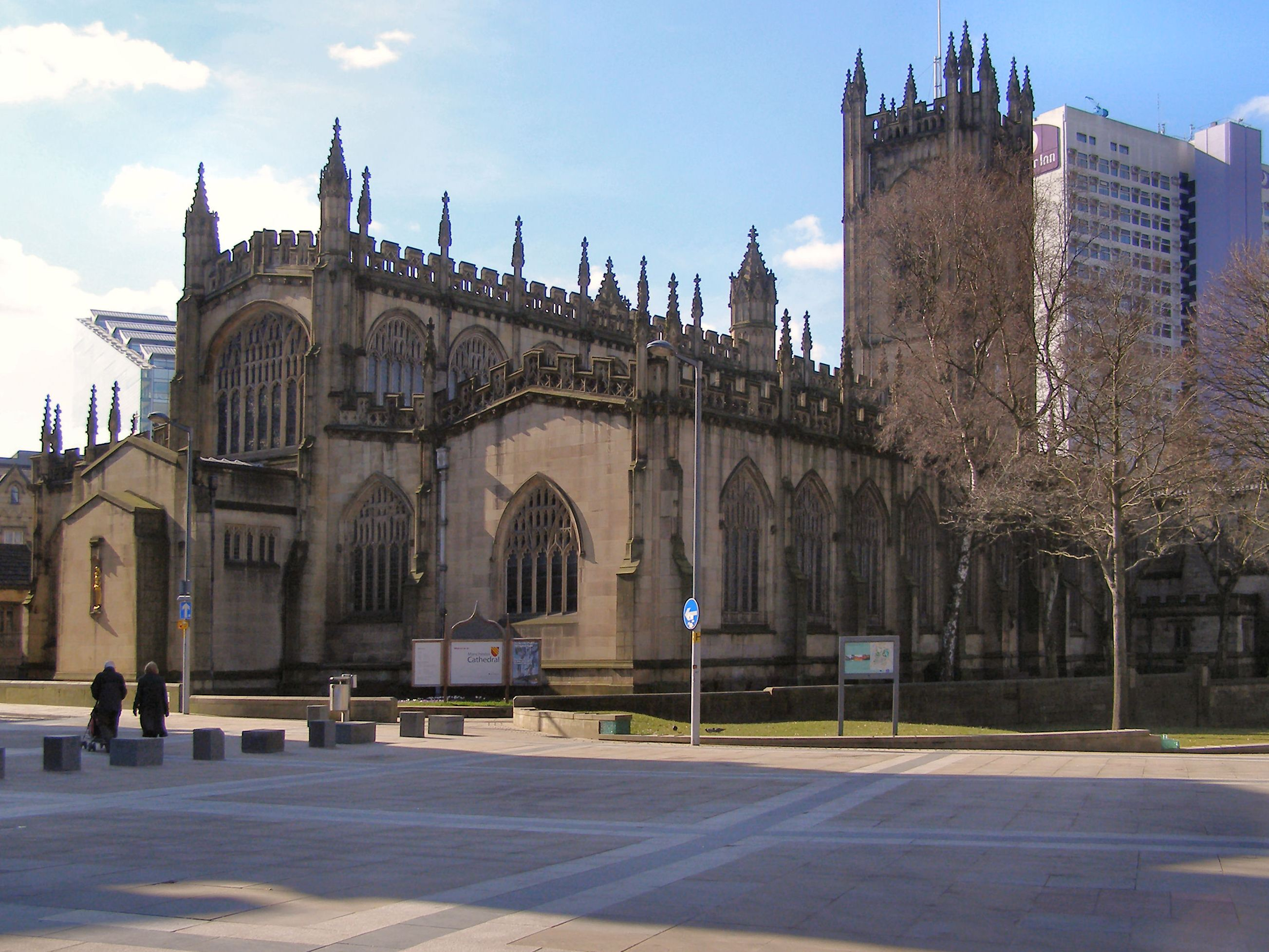
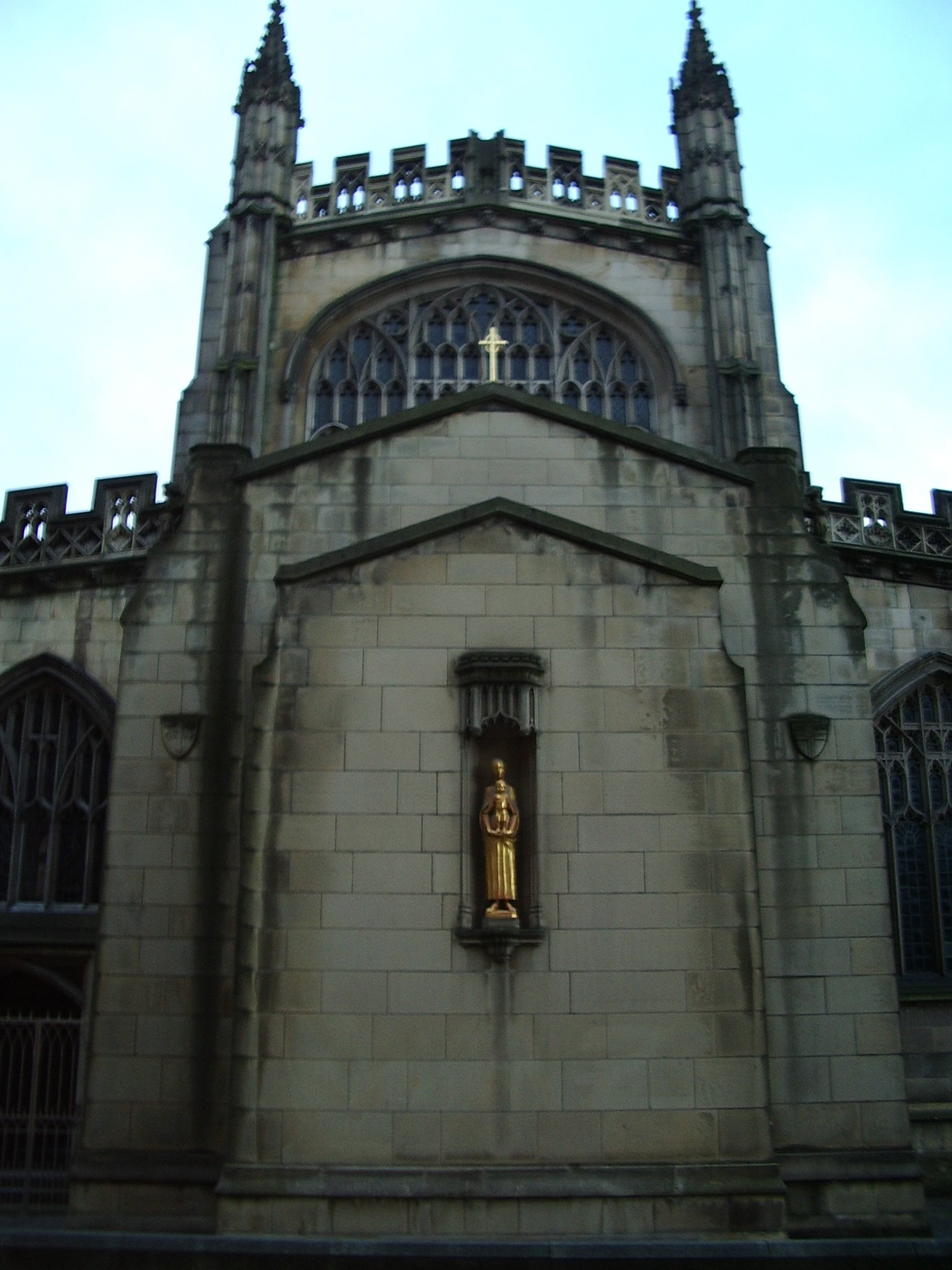
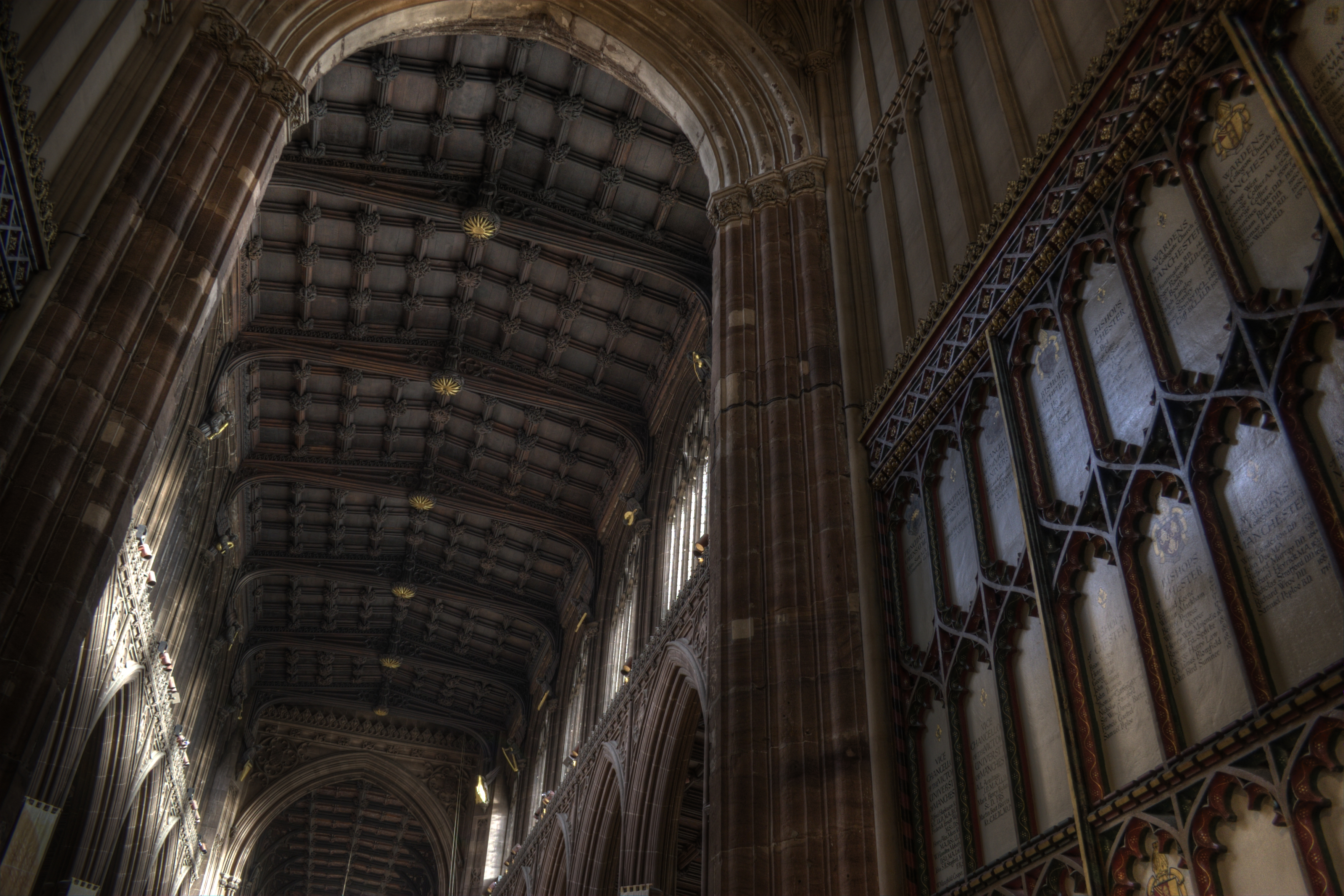
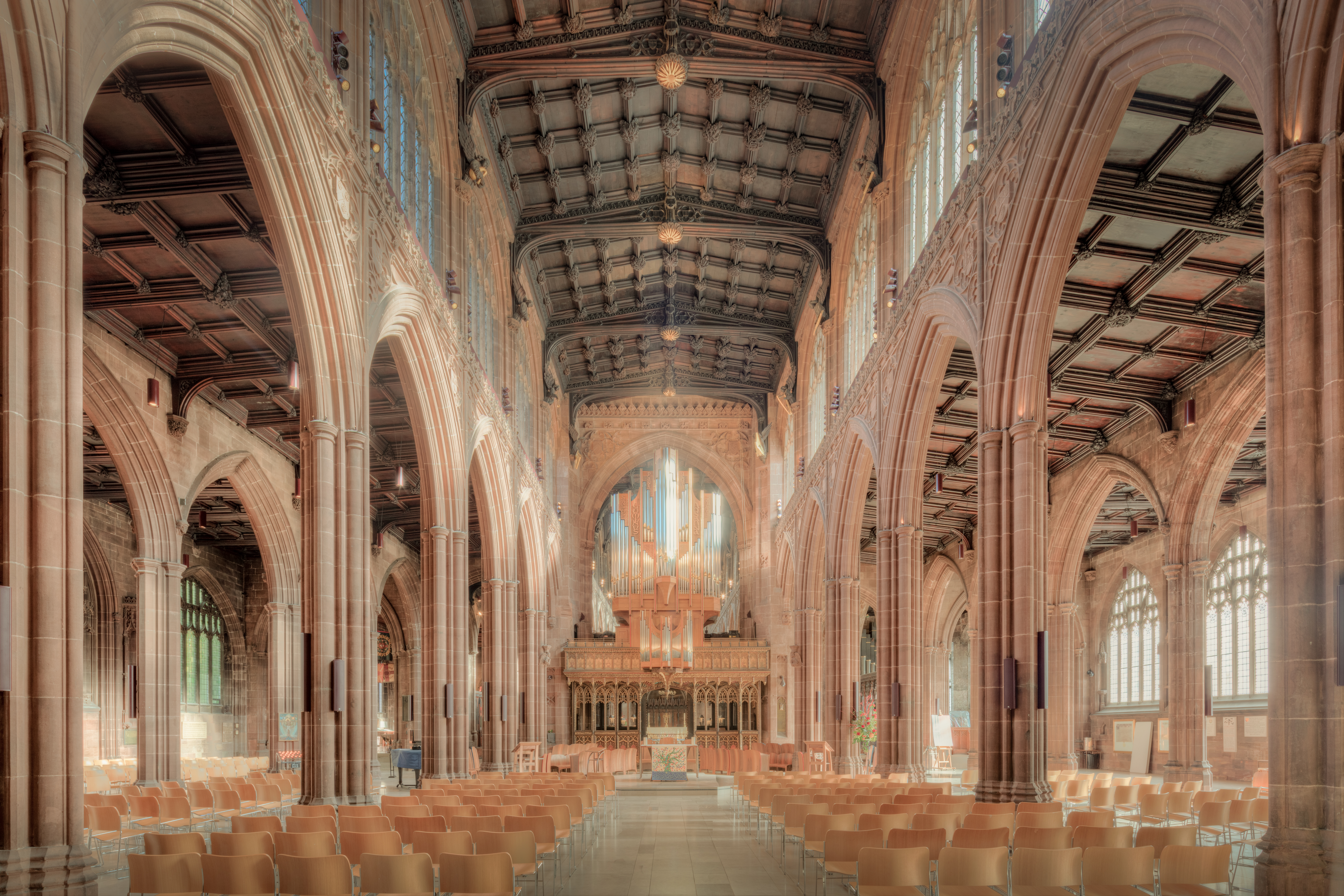
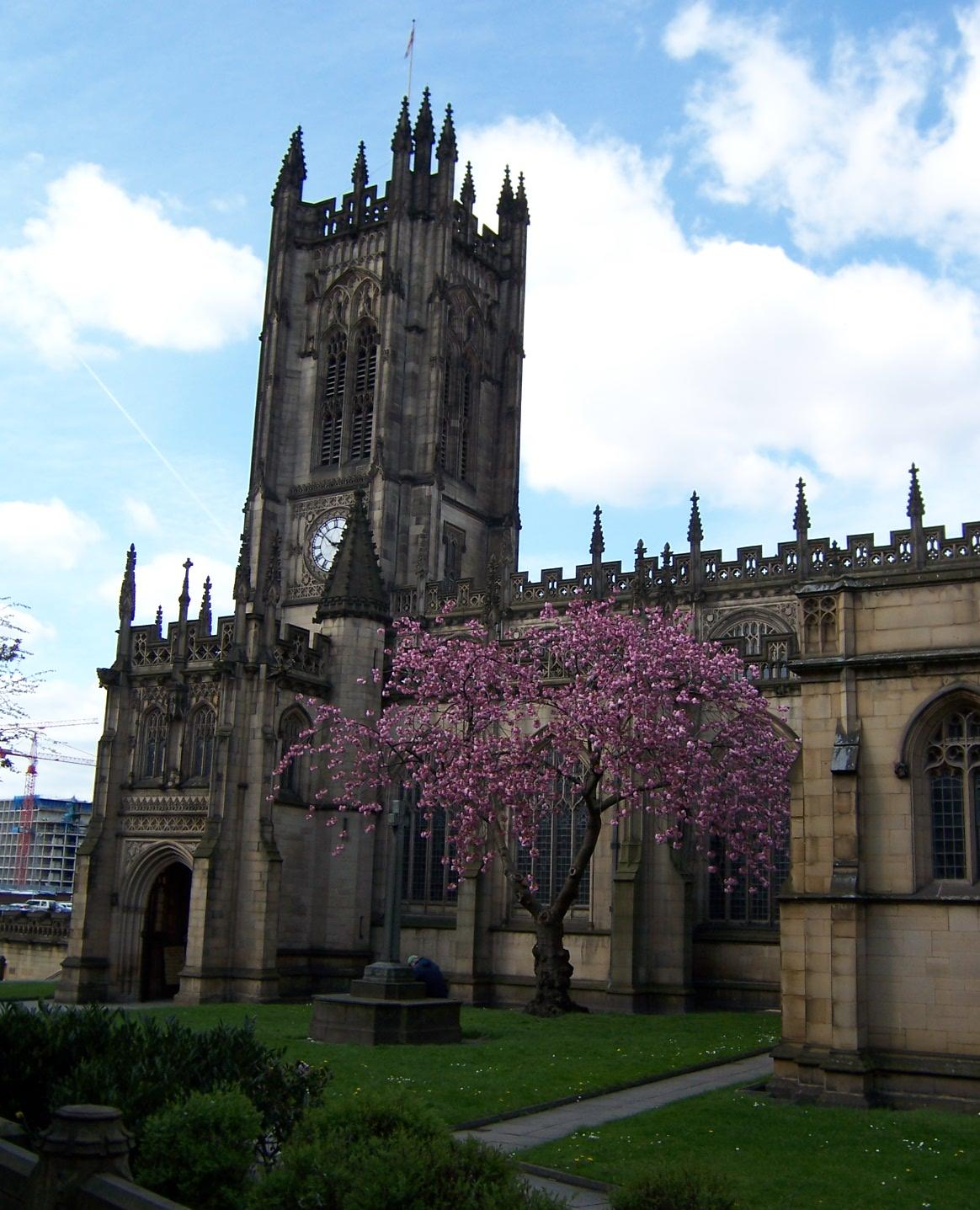
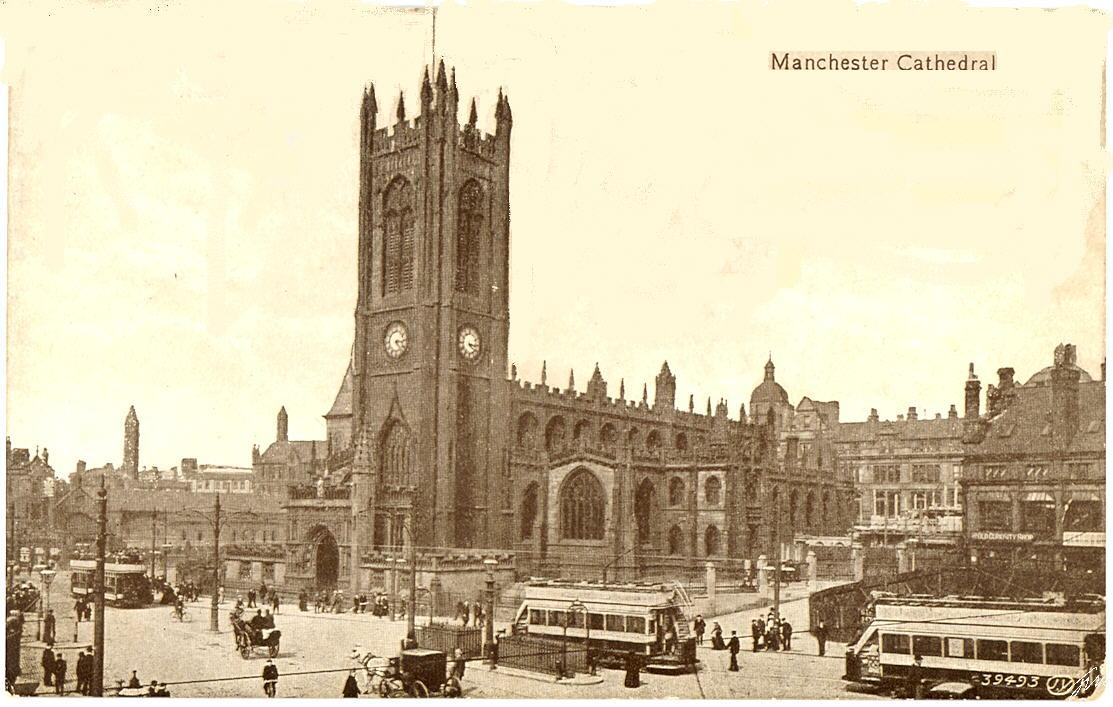
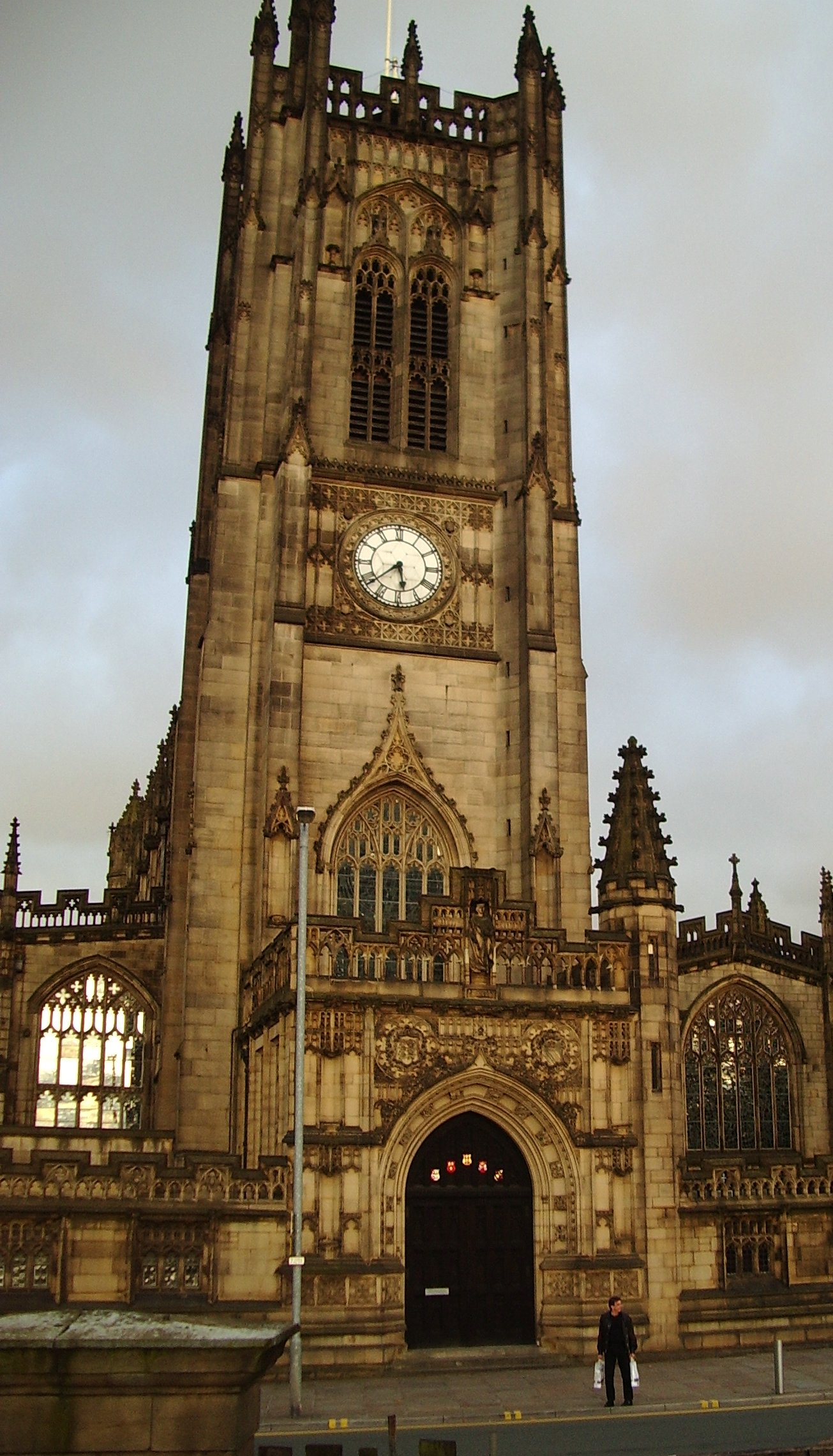
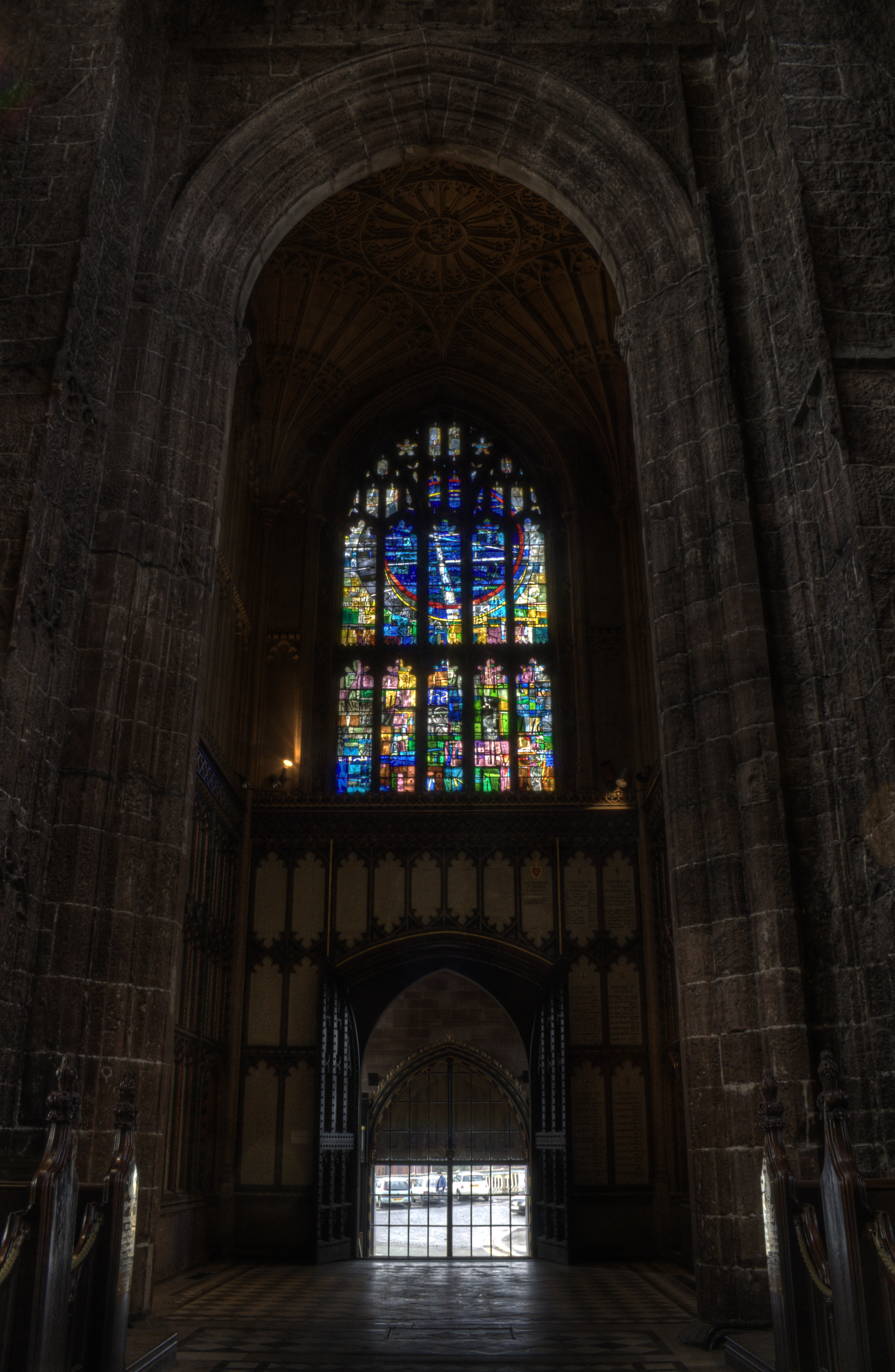